# (40023) ANPCEN
(40023) ANPCEN est un astéroïde de la ceinture principale.

## Description
(40023) ANPCEN est un astéroïde de la ceinture principale. Il fut découvert le 25 avril 1998 à La Silla par Eric Walter Elst. Il présente une orbite caractérisée par un demi-grand axe de 2,55 UA, une excentricité de 0,26 et une inclinaison de 3,1° par rapport à l'écliptique.